# Manonviller
Manonviller település Franciaországban, Meurthe-et-Moselle megyében. Lakosainak száma 171 fő (2022. január 1.). Manonviller Bénaménil, Domjevin, Laneuveville-aux-Bois, Thiébauménil és Vého községekkel határos.

## Népesség
A település népességének változása:
| Lakosok száma | 159  | 135  | 164  | 144  | 179  | 171  | 166  | 163  | 166  | 171  |
|               | 1968 | 1982 | 1990 | 2006 | 2013 | 2015 | 2017 | 2019 | 2020 | 2022 |